# Sajószentpéter
Sajószentpéter là một thành phố thuộc hạt Borsod-Abaúj-Zemplén, Hungary. Thành phố này có diện tích 34,85 km², dân số năm 2010 là 12327 người, mật độ 354 người/km².